# Bisphenol-A-diglycidylether
Bisphenol-A-diglycidylether (abgekürzt BADGE oder DGEBA nach Diglycidylether von Bisphenol A) ist eine chemische Verbindung, die als Monomer zur Herstellung von Epoxidharzen und Phenolharzen genutzt wird. Es ist ein Derivat von Bisphenol A, das auf Grund seiner Fähigkeit zur Vernetzung ebenfalls zur Herstellung von Epoxidharzen genutzt wird. Die Verbindung ist strukturell ein Ether aus einer Einheit Bisphenol A, einem Bisphenol, und zwei Einheiten Glycidol, sodass sie auch über zwei Epoxid-Gruppen verfügt.

## Synthese
Bisphenol-A-diglycidylether wird aus Bisphenol A mit einem Überschuss an Epichlorhydrin hergestellt. In einer zweistufigen Reaktion wird zunächst Epichlorhydrin an Bisphenol A addiert und daraus anschließend mit einer stöchiometrischen Menge Natronlauge das Bis-Epoxid gebildet.

## Chemische Eigenschaften

### Stereochemie
Bisphenol-A-diglycidylether liegt in der Regel als Stereoisomerengemisch vor.

(R,S)-Isomer
(R,R)-Isomer
(S,S)-Isomer

Die (R,R)-Form  bildet dabei mit der (S,S)-Form ein Racemat, bei der (R,S)-Form handelt es sich um eine achirale meso-Form. Im Gemisch liegen alle drei stereoisomeren Formen vor.

## Verwendung
Der Aufbau vieler Standard-Epoxide basiert auf Diglycidylethern, darunter auch BADGE. Epoxidharze sind empfindlich gegen hohe Temperaturen, Säurespuren und addieren leicht Thiole sowie Amine. Die häufigsten Härter für Epoxidharze sind Polyamine, Aminoamide und phenolische Verbindungen.
Beschichtungen auf der Basis von BADGE-enthaltenden Epoxidharzen werden zur Innenauskleidung von Konservendosen und Schraubverschlüssen (Twist-off-Deckel) benutzt. BADGE könnte aus diesen Beschichtungen als unreagiertes Monomer in Lebensmittel übertreten.

## Sicherheitshinweise
BADGE ist als eine Gruppe-3-Chemikalie der Internationale Agentur für Krebsforschung (IARC) gelistet, was bedeutet, dass es „nicht klassifizierbar hinsichtlich seiner Karzinogenität für den Menschen“ ist. Seit den 1990ern kamen Bedenken hinsichtlich der Karzinogenität auf, vor allem weil BADGE wie erwähnt mit Nahrungsmittel in Kontakt tritt.
In Meeressäugern wurden ähnliche bis höhere Konzentrationen des chlorierten Vorläuferprodukts von BADGE gefunden als von persistenten organischen Schadstoffen wie polybromierten Diphenylethern oder Perfluoroctansulfonat.
Bisphenol-A-diglycidylether wurde 2013 von der EU gemäß der Verordnung (EG) Nr. 1907/2006 (REACH) im Rahmen der Stoffbewertung in den fortlaufenden Aktionsplan der Gemeinschaft (CoRAP) aufgenommen. Hierbei werden die Auswirkungen des Stoffs auf die menschliche Gesundheit bzw. die Umwelt neu bewertet und ggf. Folgemaßnahmen eingeleitet. Ursächlich für die Aufnahme von Bisphenol-A-diglycidylether waren die Besorgnisse bezüglich Verbraucherverwendung, hoher (aggregierter) Tonnage und weit verbreiteter Verwendung sowie der Gefahren ausgehend von einer möglichen Zuordnung zur Gruppe der CMR-Stoffe und als potentieller endokriner Disruptor. Die Neubewertung fand ab 2015 statt und wurde von Dänemark durchgeführt. Anschließend wurde ein Abschlussbericht veröffentlicht.